# Scouting for Boys

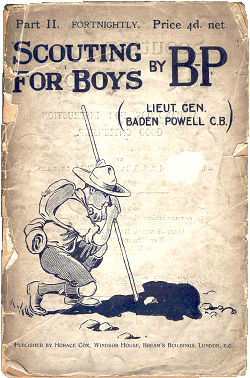
Cover van tweede deel van Scouting for Boys, januari 1908

Scouting for Boys (voluit: Scouting for Boys: A Handbook for Instruction in Good Citizenship) is het eerste boek dat gaat over scouting. Het boek werd in 1908 geschreven en geïllustreerd door de oprichter van de scoutbeweging, Robert Baden-Powell. Het is gebaseerd op jongenservaringen, zijn eigen ervaringen tijdens de Tweede Boerenoorlog en zijn kamp op Brownsea Island.

## Geschiedenis
Het boek "Scouting for Boys" is enigszins een bewerking van de eerder uitgegeven militaire boeken Reconnaissance and Scouting (1884) en Aids to Scouting for NCO's and Men (1899). Deze militaire handboeken werden gebruikt in het Engelse leger om legerverkenners te trainen. Na Baden-Powells terugkeer na de Tweede Boerenoorlog ontdekte hij dat scholen deze boeken gebruikten om jongens het observeren te leren. Baden-Powell besloot toen zijn militaire boeken te herschrijven om ze geschikt te maken voor jongens. Baden-Powell gebruikte hierbij ook ideeën uit andere jeugdbewegingen zoals de "Woodcraft Indians" van Ernest Thompson Seton en de "Sons of Daniel Boone" van Daniel Carter Beard uit Noord-Amerika en de "Boys' Brigade" van William Alexander Smith uit Groot-Brittannië. Verschillende vrienden steunden Baden-Powell in zijn idee, waaronder Sir William Alexander Smith en Sir Cyril Arthur Pearson, die eigenaar was van verschillende kranten en tijdschriften. In de jaren 1906 en 1907 besteedde Baden-Powell veel tijd aan het schrijven van Scouting for Boys, alsook de verbetering van het programma van de Boy Scouts. Zijn ideeën werden getest tijdens een jongenskamp op Brownsea Island, waar Percy Everett hem assisteerde met scouting en de discussie over het boek. Het boek gaf aanzet tot ontstaan van scoutinggroepen, die zich volgens de daarin beschreven methoden en principes oefenden. De groepen ontstonden eerst in Engeland, later in de rest van Europa en de wereld

## Inhoud
Het boek legt sterk de nadruk op eigenschappen als vaderlandslievendheid, hulpvaardigheid en onbaatzuchtigheid, burgerzin, moed, vindingrijkheid, discipline en improvisatievermogen. Op moderne lezers maakt het op een aantal punten een gedateerde indruk (de wetenschappelijke en geneeskundige principes die erin worden verkondigd zijn grotendeels sterk achterhaald) maar de erin gepropageerde 'normen en waarden' houden onverkort de gemoederen bezig en spelen zeker ook in het huidige scouting nog een belangrijke rol. Het boek is een merkwaardige mengeling van overgenomen extracten uit spannende jongensboeken, sterke verhalen, tips en trucs, kampeer- en spoorzoekersvaardigheden, en aanwijzingen voor begeleiders.
"Scouting for Boys" werd eerst gepubliceerd in zes tweewekelijkse edities van maximaal 70 pagina's per deel, uitgegeven tussen januari en maart 1908. Ze werden gedrukt door Horace Cox. Deze zes publicaties waren een succes en er werd al snel aan een boekvorm gedacht. Deze werd uitgebracht op 1 mei 1908. "Scouting for Boys" werd vertaald in vele talen. In 1948 werden er jaarlijks 50.000 exemplaren verkocht. Sinds 1908 zijn er 15 herdrukken van het boek verschenen. 

## Edities
- (en)  Scouting for Boys, Eerste productie. Horace Cox (Gedrukt voor C.A. Pearson), Londen, Windsor House, Bream's Buildings, E.C. (januari-maart 1908), 6 edities van elk ongeveer 70 pagina.
- (en)  Scouting for Boys, eerste druk in boekvorm, katoen-gebonden. C. Arthur Pearson Ltd, Londen, Henrietta Street (1 mei 1908), 288 pagina.
- (en)  Scouting for Boys, 2e vernieuwde druk. C. Arthur Pearson Ltd, Londen (juni 1909).
- (en)  Scouting for Boys, 3e uitgebreide druk. C. Arthur Pearson Ltd, Londen (juli 1910).
- (en)  Scouting for Boys, 4e uitgebreide en vernieuwde druk. C. Arthur Pearson Ltd, Londen (oktober 1911).
- (en)  Scouting for Boys, 5e druk. C. Arthur Pearson Ltd, Londen (november 1912).
- (en)  Scouting for Boys, 6e druk. C. Arthur Pearson Ltd, Londen (april 1913).
- (en)  Scouting for Boys, 7e druk. C. Arthur Pearson Ltd, Londen (december 1913).
- (en)  Scouting for Boys, 8e druk. C. Arthur Pearson Ltd, Londen (januari 1916), 352 pagina's.
- (en)  Scouting for Boys, 9e druk. C. Arthur Pearson Ltd, Londen (mei 1918), 334 pagina's, plus mijn visie op "Pelmanism".
- (en)  Scouting for Boys, 11e druk. C. Arthur Pearson Ltd, Londen, Tower House (1924), 338 pagina's.
- (en)  Scouting for Boys, 12e druk. C. Arthur Pearson Ltd, Londen (1926), 338 pagina.
- (en)  Baden-Powell's Scouting for Boys, Memorial 22nd edition. C. Arthur Pearson Ltd, Londen (1944), 328 pagina's.
- (nl)  Het verkennen voor jongens, 5e druk, Canadaanse gift aan Scouting Nederland, Katoen-gebonden. De Nederlandsche Padvinders, 's-Gravenhage (1944), 269 pagina's.
- (en)  Scouting for Boys in India, 1st Indian edition. General Headquarters of the Boy Scout Association in India (1946), 316 pagina's.
- (en)  Scouting for Boys, World Brotherhood Edition. Boy Scouts of America for and on behalf of the Boy Scouts International Bureau (1946), 328 pagina's.
- (nl)  Het verkennen voor jongens, 6e druk, hard cover. Nationale Padvindersraad, 's-Gravenhage (approx 1950), 395 pagina.
- (en)  Baden-Powell's Scouting for Boys, 30e druk. C. Arthur Pearson Ltd, Londen (1957), 328 pagina's.
- (en)  Scouting for Boys, Scouts edition (abridged). The Boy Scouts Association, Londen (1963), 182 pagina's.
- (en)  Scouting for Boys. Boy Scouts of Canada (1973), 331 pagina's.
- (ur) Scouting brā'ē tiflān. National Book Foundation, Islamabad (1973).
- (nl)  Verkennen voor jeugd, 10e druk, paperback. Scouting Nederland, Amersfoort (1977), 301 pagina's.
- (it)  Scoutismo per ragazzi. Ancora, Milaan (1978), 438 pagina's.
- (en)  Baden-Powell's Scouting for Boys, Brownsea jubilee edition. Boy Scouts of America (1982). ISBN 0-8395-3591-0.
- Skauttingu-kuttikalkku. Bharat scouts and guides, Trivandrum (1982), 456 pagina's.
- (de)  Pfadfinder: ein Handbuch der Erziehung, 13e druk. Pfadfinder-Materialbüro, Bern (1983), 315 pagina's.
- (sv)  Scouting for boys. Scoutförl., Stockholm (1983), 192 pagina's.
- (fi)  Partiopojan kirja, 3e druk. Patiokirja, Helsinki (1986), 350 pagina's.
- (pl)  Skauting dla chłopców : wychowanie dobrego obywatela metodą puszczańską. Oficyna Przeglądu Powszechnego, Warschau (1990), 375 pagina's.
- (hu)  Cserkészet fiúknak: kézikönyv a jó állampolgár neveléséhez az erdőjárás révén. M. Cserkészcsapatok Szövets, Boedapest (1994), 277 pagina's.
- (pt)  Escutismo para rapazes. Corpo Nacional de Escutas, Lissabon (1995), 310 pagina's.
- (de)  Pfadfinder, 3e Druk. Georgs-Verlag, Neuss (1996), 309 pagina's.
- (en)  Scouting for Boys, paperback. The Scout Association (1998). ISBN 0-85165-247-6.
- (kan) Bālakarigāgi skauting. Navakarnataka, Bangalore (2000), 321 pagina's.
- (en)  Scouting for Boys, hard cover. Oxford University Press, Oxford (2004). ISBN 0-19-280547-9.
- (en)  Scouting for Boys (Singapore - Malaysia Edition), paperback. Brownsea Singapore, Singapore (2004). ISBN 981-05-1831-5.
- (en)  Scouting for Boys (Singapore - Malaysia Edition), hard cover publisher = Brownsea Singapore, Singapore (2004). ISBN 981-05-1830-7.
- (en)  Scouting for Boys, paperback. Oxford University Press, Oxford/New York (juni 2005), 448 pagina's. ISBN 0-19-280246-1.

## Auteursrecht
Het boek "Scouting for Boys" is eigendom van British Scout Associations. Het auteursrecht van het boek verliep op 8 januari 2011, 70 jaar na het overlijden van de auteur. De boeken worden gedrukt met toestemming van genoemde British Scout Associations.

## Trivia
- De Britse indiepopband Scouting for Girls heeft zijn bandnaam ontleend aan het boek. Met de verandering van boys naar girls wilde de groep duidelijk maken dat ze nog niet op wilden groeien.